# CD Ferroviário do Huambo
El Ferroviário do Huambo es un equipo de fútbol de Angola que juega en la Segundona, la segunda categoría de fútbol en el país.

## Historia
Fue fundado el 1 de diciembre de 1930 en la ciudad de Nova Lisboa con el nombre Ferrovia Sport Clube de Nova Lisboa y durante la época colonial el club ganó dos títulos de la Liga Provincial de Angola.
Después de la independencia de Angola el club se vio superado en nivel de juego dentro de la ciudad por el Petro Huambo, quien se convirtió en el club más importante de la ciudad, y a mediados de la década de los años 1990s el club cambió su nombre por el actual debido a que la ciudad cambió su nombre de Nova Lisboa a Huambo.

## Palmarés
- Liga Provincial de Angola: 2

1951, 1974